# Deelnemers UEFA-toernooien Armenië
Onderstaande tabellen bevatten de deelnemers aan de UEFA-toernooien uit  Armenië.

## Mannen
Ararat Jerevan is de enige Armeense club die ten tijde van de Sovjet-Unie (voor 1992) in Europees verband uitkwam.
NB Klikken op de clubnaam geeft een link naar het Wikipedia-artikel over het betreffende toernooi in het betreffende seizoen.
| Seizoen | Champions League     | Europacup II                                                 | UEFA Cup                                   | Intertoto Cup            |
| ------- | -------------------- | ------------------------------------------------------------ | ------------------------------------------ | ------------------------ |
| 1994/95 |                      |                                                              | Ararat Jerevan                             |                          |
| 1995/96 |                      | Ararat Jerevan                                               | Sjirak Gjoemri                             |                          |
| 1996/97 |                      | Kotajk Abovjan                                               | Pjoenik Jerevan Sjirak Gjoemri             |                          |
| 1997/98 | Pjoenik Jerevan      | Ararat Jerevan                                               | FC Jerevan                                 |                          |
| 1998/99 | FC Jerevan           | Tsement Jerevan                                              | Sjirak Gjoemri                             | Erebuni Homenmen Jerevan |
| Seizoen | Champions League     | UEFA Cup                                                     | Intertoto Cup                              |                          |
| 1999/00 | Tsement Jerevan      | FC Jerevan Sjirak Gjoemri                                    | Ararat Jerevan                             |                          |
| 2000/01 | Sjirak Gjoemri       | Ararat Jerevan MIKA Asjtarak                                 | Araks Ararat Jerevan                       |                          |
| 2001/02 | Araks Ararat Jerevan | Ararat Jerevan MIKA Asjtarak                                 | Sjirak Gjoemri                             |                          |
| 2002/03 | Pjoenik Jerevan      | Spartak Jerevan Zvartnots Jerevan                            | Sjirak Gjoemri                             |                          |
| 2003/04 | Pjoenik Jerevan      | Banants Jerevan Sjirak Gjoemri                               | Kotajk Abovjan                             |                          |
| 2004/05 | Pjoenik Jerevan      | Banants Jerevan MIKA Asjtarak Sjirak Gjoemri                 |                                            |                          |
| 2005/06 | Pjoenik Jerevan      | Banants Jerevan MIKA Asjtarak                                | Lernagorts-Ararat Kapan                    |                          |
| 2006/07 | Pjoenik Jerevan      | Banants Jerevan MIKA Asjtarak                                | Kilikia Jerevan                            |                          |
| 2007/08 | Pjoenik Jerevan      | Banants Jerevan MIKA Asjtarak                                | Ararat Jerevan                             |                          |
| 2008/09 | Pjoenik Jerevan      | Ararat Jerevan Banants Jerevan                               | MIKA Asjtarak                              |                          |
| Seizoen | Champions League     | Europa League                                                |                                            |                          |
| 2009/10 | Pjoenik Jerevan      | Banants Jerevan Gandzasar Kapan MIKA Asjtarak                |                                            |                          |
| 2010/11 | Pjoenik Jerevan      | Banants Jerevan MIKA Asjtarak Ulisses Jerevan                |                                            |                          |
| 2011/12 | Pjoenik Jerevan      | Banants Jerevan MIKA Asjtarak Ulisses Jerevan                |                                            |                          |
| 2012/13 | Ulisses Jerevan      | Gandzasar Kapan Pjoenik Jerevan Sjirak Gjoemri               |                                            |                          |
| 2013/14 | Sjirak Gjoemri       | Gandzasar Kapan MIKA Asjtarak Pjoenik Jerevan                |                                            |                          |
| 2014/15 | Banants Jerevan      | MIKA Asjtarak Pjoenik Jerevan Sjirak Gjoemri                 |                                            |                          |
| 2015/16 | Pjoenik Jerevan      | FA Alasjkert Sjirak Gjoemri Ulisses Jerevan                  |                                            |                          |
| 2016/17 | FA Alasjkert         | Banants Jerevan Pjoenik Jerevan Sjirak Gjoemri               |                                            |                          |
| 2017/18 | FA Alasjkert         | Gandzasar Kapan Pjoenik Jerevan Sjirak Gjoemri               |                                            |                          |
| 2018/19 | FA Alasjkert ->      | FA Alasjkert Banants Jerevan Gandzasar Kapan Pjoenik Jerevan |                                            |                          |
| 2019/20 | Ararat-Armenia ->    | Ararat-Armenia Banants Jerevan FA Alasjkert Pjoenik Jerevan  |                                            |                          |
| 2020/21 | Ararat-Armenia ->    | Ararat-Armenia FA Alasjkert Noah Jerevan Sjirak Gjoemri      |                                            |                          |
| Seizoen | Champions League     | Europa League                                                | Europa Conference League                   |                          |
| 2021/22 | FA Alasjkert         | 0                                                            | Ararat Jerevan Noah Jerevan Urartu Jerevan |                          |

### Deelnames
Aantal seizoenen
20x FC Pjoenik Jerevan
19x Urartu Jerevan (inclusief Tsement, 2x/Araks Ararat, 2x/Spartak, 1x/Banants, 13x)
16x Sjirak Gjoemri
12x MIKA Asjtarak
10x Ararat Jerevan (exclusief deelnames USSR, 3x; inclusief Lernagorts-Ararat Kapan, 1x)
07x FA Alasjkert
05x Gandzasar Kapan
04x Ulisses Jerevan
03x FC Jerevan
02x Ararat-Armenia Jerevan
02x Kotajk Abovjan
02x Noah Jerevan
01x Erebuni Homenmen Jerevan
01x Kilikia Jerevan
01x Zvartnots Jerevan

## Vrouwen
NB Klikken op de clubnaam geeft een link naar het Wikipedia-artikel over het betreffende toernooi in het betreffende seizoen.
| Seizoen          | Women's Cup      |
| ---------------- | ---------------- |
| 2001/02          | CSC Jerevan      |
| 2002/03- 2008/09 | geen deelname    |
| Seizoen          | Champions League |
| 2009/10- 2018/19 | geen deelname    |
| 2019/20          | FA Alasjkert     |
| 2020/21          | FA Alasjkert     |
| 2021/22          | FC Hayasa        |

### Deelnames
02x FA Alasjkert
01x FC Hayasa
01x CSC Jerevan
Albanië ·
Andorra ·
Armenië ·
Azerbeidzjan ·
België ·
Bosnië en Herzegovina ·
Bulgarije ·
Cyprus ·
Denemarken ·
Duitsland ·
Engeland ·
Estland ·
Faeröer ·
Finland ·
Frankrijk ·
Georgië ·
Gibraltar ·
Griekenland ·
Hongarije ·
Ierland ·
IJsland ·
Israël ·
Italië ·
Kazachstan ·
Kroatië ·
Kosovo ·
Letland ·
Liechtenstein ·
Litouwen ·
Luxemburg ·
Malta ·
Moldavië ·
Montenegro ·
Nederland ·
Noord-Ierland ·
Noord-Macedonië ·
Noorwegen ·
Oekraïne ·
Oostenrijk ·
Polen ·
Portugal ·
Roemenië ·
Rusland ·
San Marino ·
Schotland ·
Servië ·
Slovenië ·
Slowakije ·
Spanje ·
Tsjechië ·
Turkije ·
Wales ·
Wit-Rusland ·
Zweden ·
Zwitserland

Historie:
DDR ·
Joegoslavië ·
Saarland ·
Sovjet-Unie ·
Tsjecho-Slowakije